# Mobile Bühne

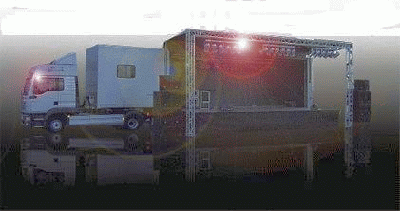
Mobile Bühne

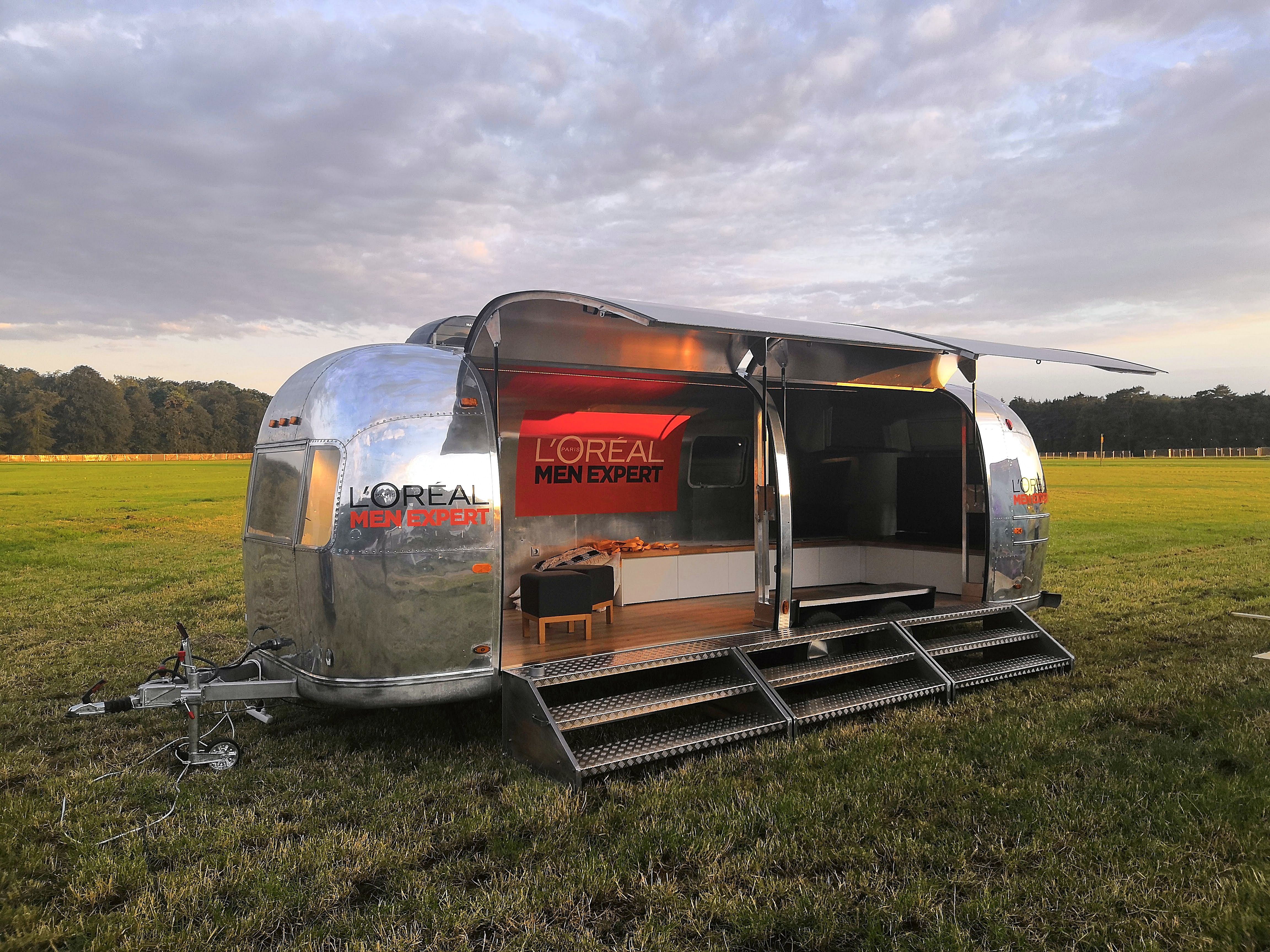
Airstream Mobile Stage, Mobile Bühne Hurricane Festival

Als mobile Bühne werden Spezialfahrzeuge, z. B. Showtrucks, Promotiontrucks oder Bühnentrucks  bezeichnet. Sie eignen sich für Roadshows oder einzelne Veranstaltungen im Bereich Promotion, Präsentationen, Sportveranstaltungen und Konzerten. 
Die Bühnengröße reicht von 20 bis 180 m². 
Mobile Bühnen bieten eine individuelle Lösung für die Veranstaltungsplanung. Als Marketinginstrument können sie mit einem Branding versehen werden und gelten somit als Werbeträger für Roadshows und Tourneen. Schnelle Auf- und Abbauzeiten ermöglichen geringe Nebenkosten. Der Einsatz ist im In- und Outdoor Bereich möglich.

## Bühnencontainer

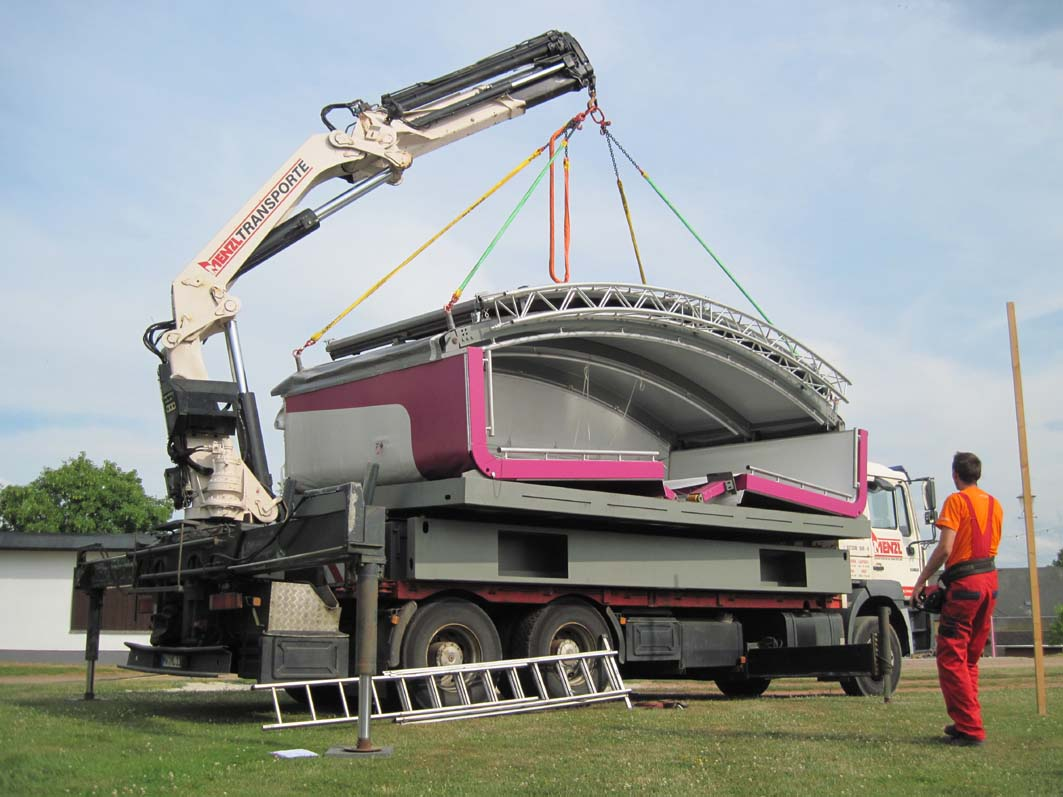
Aufbau eines Bühnencontainers

Als Bühnencontainer wird ein mobiler Container bezeichnet, der als Mehrzweckbühne im Veranstaltungsbereich eingesetzt wird. Mittels eines Klappsystems kann ein Bühnencontainer eine etwa 25 m² große Bühnenfläche annehmen. Diese ist vollständig überdacht und zusätzlich mit Seiten- und Rückwänden bespannt. Die mobile Bühne ist zugleich mit integrierten Traversen ausgestattet, an denen die Ton- und Lichttechnik befestigt wird.
Der Vorteil eines Bühnencontainers liegt im flexiblen Aufbau, durch den sich unterschiedliche Bühnengrößen gestalten lassen.